# Stari trg, Slovenj Gradec
Stari trg este o localitate din comuna Slovenj Gradec, Slovenia, cu o populație de 627 de locuitori.